# Fleshbot
Fleshbot — американський секс-орієнтований веблог, заснований Gawker Media. Був запущений у листопаді 2003 року і став третім онлайновим проектом Gawker. Тематика блогу включає дуже широкий діапазон, починаючи від аматорських секс-блогів і TGP до новин про секс в популярній культурі і рекламі. Блог охоплює як гетеросексуальну, так і гомосексуальну та транссексуальну еротику. Також у блозі публікуються короткі інтерв'ю з виконавцями секс-індустрії.
Fleshbot раніше редагувався Лакс Альптраум (англ. Lux Alptraum), яка володіла сайтом з 2012 року. У лютому 2014 року Fleshbot був придбаний SK Intertainment у Лакс Альптраум. Було оголошено про те, що Альптраум залишиться з Fleshbot як редактор.
Наприкінці травня 2021 року Fleshbot був придбаний платформою NSFW.Army і зазнав повного редизайну.

## Fleshbot Award
З 2009 по 2011 роки блог проводив церемонію вручення нагород у галузі секс-індустрії. У 2018 році, через сім років після останнього вручення, нагороду було відновлено.
Примітка: Нижче наведено частковий список лауреатів.

### Лауреати 2009 року
| Категорія                                      | Лауреат                             |
| ---------------------------------------------- | ----------------------------------- |
| Найсексуальніша технологія                     | JimmyJane                           |
| Найсексуальніша нова мода                      | The Blonds                          |
| Найсексуальніше мистецтво                      | Пол Поуп                            |
| Найсексуальніший CGI                           | Pirate's Booty (Adult Source Media) |
| Нагорода переходу з порно в мейнстрім          | Саша Грей                           |
| Нагорода переходу з мейнстриму в порно         | Леві Джонстон                       |
| Найсексуальніша реклама                        | American Apparel                    |
| Найсексуальніше ТБ-шоу                         | «Реальна кров»                      |
| Прижиттєве досягнення за сексуальну моду       | Патриція Філд                       |
| Найсексуальніша жінка (вибір шанувальників)    | Джоанна Ейнджел                     |
| Найсексуальніший чоловік (вибір шанувальників) | Марко Блейз                         |

### Лауреати 2011 року
| Категорія                              | Лауреат                   |
| -------------------------------------- | ------------------------- |
| Найсексуальніший фільм                 | «Сором»                   |
| Найсексуальніше мистецтво              | Моллі Крабаппл            |
| Найсексуальніша музика                 | Fischerspooner            |
| Найсексуальніша технологія             | Minna                     |
| Найсексуальніша книга                  | The Sexy Book of Sexy Sex |
| Нагорода переходу з порно в мейнстрім  | Джоанна Ейнджел           |
| Нагорода переходу з мейнстриму в порно | Чайна                     |
| Найсексуальніше ТБ-шоу                 | «Гра престолів»           |
| Найсексуальніша мода                   | Алан Каммінг              |
| Прижиттєве досягнення у секс-культурі  | Ден Севідж                |

### Лауреати 2018 року
| Категорія                           | Лауреат(-и)                                                                                             |
| ----------------------------------- | --- |
| Найкраща нова старлетка             | Вікторія Джун                                                                                           |
| Виконавиця року                     | Райлі Рід                                                                                               |
| Виконавець року                     | Джонні Сінс                                                                                             |
| Транссексуальний виконавець року    | Шанель Сантіні                                                                                          |
| Найкращі цицьки                     | Лана Роудс                                                                                              |
| Найкраща дупа                       | Міа Малкова                                                                                             |
| Найкраща персона в соціальних медіа | Ельза Джин                                                                                              |
| Вебкам-модель року                  | Наташа Найс                                                                                             |
| Режисер року                        | Дана Весполі                                                                                            |
| Сцена мастурбації року              | Блейк Іден, Cumming Cutie (Nubiles.net)                                                                 |
| Найкраща сцена хлопець/дівчина      | Анджела Вайт та Рікі Джонсон, Angela White's Confession (Bang.com)                                      |
| Найкраща оральна сцена              | Джилл Кессіді, I Just Wannt Suck You Dry (ThisGirlSucks.com)                                            |
| Найкраща лесбійська сцена           | Кендра Сандерленд і Райлі Рід, Unexpected Feelings (Vixen.com)                                          |
| Найкраща анальна сцена              | Адріана Чечик та Джеймс Дін, Adriana Chechik Is The Extreme Anal Queen (Analized.com)                   |
| Найкраща сцена групового сексу      | Абелла Денджер, Джейсон Браун, Карлі Грей, Кейша Грей та Рікі Джонсон, Interracial Icon 4 (Blacked.com) |
| Фільм року                          | Kendra's Obsession Part 1 (Blacked.com)                                                                 |
| Найкращий платний сайт              | Tushy.com                                                                                               |
| Найкращий безкоштовний сайт         | Celebjihad.com                                                                                          |
| Найкращий вебкам-сайт               | Chaturbate                                                                                              |
| Найкращий новий сайт                | Brattysis.com                                                                                           |
| Найкращий фетиш-сайт                | Kink.com                                                                                                |

### Лауреати 2019 року
| Категорія                           | Лауреат(-и) |
| ----------------------------------- | --- |
| Найкраща нова старлетка             | Отем Фоллс |
| Виконавиця року                     | Анджела Вайт |
| Виконавець року                     | Мануель Феррара |
| Транссексуальний виконавець року    | Шанель Сантіні |
| Найкращий виконавець у відеокліпах  | Кіт Мерсер |
| Найкращі цицьки                     | Ділліон Гарпер |
| Найкраща дупа                       | Аідра Фокс |
| Найкраща персона в соціальних медіа | Райлі Рід |
| Вебкам-новачок року                 | Лексі Луна |
| Вебкам-модель року                  | Емілі Блум |
| Режисер року                        | Кайден Кросс |
| Найкраща сцена хлопець/дівчина      | Маркус Дюпрі та Отем Фоллс, Oil Slick 2 (Evil Angel) |
| Найкраща оральна сцена              | Джилліан Джансон і Логан Лонг, Jillian Gets Jizzed (1000Facials.com) |
| Найкраща лесбійська сцена           | Аріана Марі та Джилл Кессіді, Ariana Marie: A Little Bit Harder (Evil Angel) |
| Найкраща анальна сцена              | Анджела Вайт та Рокко Сіффреді, I Am Angela (Evil Angel) |
| Найкраща сцена групового сексу      | Абелла Денджер, Алекс Джонс, Ана Фокс, Анджела Вайт, Бамбіно, Вікі Чейз, Джесса Роудс, Кіра Нуар, Міа Малкова, Мік Блу, Райан Дріллер, Рікі Джонсон та Торі Блек, After Dark (Vixen) |
| Фільм року                          | Deadpool XXX: An Axel Braun Parody (Wicked Pictures) |
| Найкращий платний сайт              | Brazzers.com |
| Найкращий безкоштовний сайт         | AVN.com |
| Найкращий вебкам-сайт               | Chaturbate |
| Найкращий новий сайт                | VitalyUncensored.com |

### Лауреати 2020 року
| Категорія                             | Лауреат         |
| ------------------------------------- | --------------- |
| Найкраща нова старлетка               | Каска Акашова   |
| Виконавиця року                       | Анджела Вайт    |
| Виконавець року                       | Мануель Феррара |
| Транссексуальний виконавець року      | Обрі Кейт       |
| Найкращі цицьки                       | Отем Фоллс      |
| Найкраща дупа                         | Еббі Лі Бразил  |
| Найкраща персона в соціальних медіа   | Мейтленд Ворд   |
| Найкраща преміум-соціальна медіазірка | Анджела Вайт    |
| Вебкам-новачок року                   | Мелісса Міллс   |
| Вебкам-модель року                    | Ларкін Лав      |
| Найкращий платний сайт                | Brazzers        |
| Найкращий безкоштовний сайт           | Boobie Blog     |
| Найкращий вебкам-сайт                 | Chaturbate      |
| Найкращий новий сайт                  | Family Swap     |

### Лауреати 2021 року
| Категорія                                 | Лауреат(-и)                                                                         |
| ----------------------------------------- | ----------------------------------------------------------------------------------- |
| Найкраща нова старлетка                   | Ейпріл Олсен                                                                        |
| Найкращий новий чоловічий талант          | Алекс Мек                                                                           |
| Виконавиця року                           | Анджела Вайт                                                                        |
| Виконавець року                           | Джекс Слейхер                                                                       |
| Найкраща MILF                             | Рейчел Старр                                                                        |
| Найкраща лесбійська виконавиця            | Скарліт Скандал                                                                     |
| Найкраща жінка з повним набором послуг    | Чері Девілль                                                                        |
| Найкращий чоловік з повним набором послуг | Смолл Хендс                                                                         |
| Найкращі цицьки                           | Анджела Вайт                                                                        |
| Найкраща дупа                             | Абелла Денджер                                                                      |
| Найкращий член                            | Джекс Слейхер                                                                       |
| Найкраща персона в соціальних медіа       | Рейчел Старр                                                                        |
| Найкраща присутність на фан-сайті         | Ельза Джин                                                                          |
| Вебкам-новачок року                       | SofiasWetDream                                                                      |
| Вебкам-модель року                        | Кайла Кайден                                                                        |
| Вебкам-пара року                          | MySweetApple                                                                        |
| Режисер року                              | Кайден Кросс                                                                        |
| Найкраща оральна сцена                    | Анджела Вайт та Вайолет Маєрс, Angela & Violet Gag On a Big One (Swallowed)         |
| Найкраща лесбійська сцена                 | Алексіс Тей, Ліллі Белл та Шарлотта Стоклі, Sins of the Flesh (Slayed)              |
| Найкраща анальна сцена                    | Карма Рекс та Кейран Лі, Karma's Ass is Served (Brazzers)                           |
| Найкраща сцена групового сексу            | Айзея Максвелл, Антон Харден, Роб Пайпер, Ті Ріл та Емілі Вілліс, Influence 2 (VMG) |
| Фільм року                                | Savannah Bond Beach Bikini Slut (Evil Angel)                                        |
| Найкращий платний гетеросексуальний сайт  | AdultTime.com                                                                       |
| Найкраща платна мережа                    | Brazzers.com                                                                        |
| Найкращий безкоштовний сайт               | Pornhub                                                                             |
| Найкращий глобальний бренд                | Pornhub                                                                             |

## Нагороди та номінації
| Рік  | Нагорода              | Результат | Категорія                                                                        |
| ---- | --------------------- | --------- | -------------------------------------------------------------------------------- |
| 2011 | Cybersocket Web Award | Номінація | Найкращий порноблог (за розділ із гомосексуальною тематикою)                     |
| 2012 | Grabby Award          | Номінація | Найкращий порноблог                                                              |
| 2012 | XBIZ Award            | Номінація | Порносайт року — портал/хаб                                                      |
| 2013 | XBIZ Award            | Номінація | Фан-портал року                                                                  |
| 2014 | XBIZ Award            | Номінація | Фан-сайт року                                                                    |
| 2015 | XBIZ Award            | Номінація | Порносайт року — фан-сайт                                                        |
| 2016 | AltPorn Award         | Номінація | Найкращий безкоштовний сайт                                                      |
| 2016 | AVN Award             | Номінація | Найкращий альтернативний вебсайт                                                 |
| 2016 | Cybersocket Web Award | Номінація | Найкращий сайт з порнооглядами (за розділ із гомосексуальною тематикою)          |
| 2016 | XBIZ Award            | Номінація | Порносайт року — фан-сайт                                                        |
| 2017 | AltPorn Award         | Перемога  | Найкращий безкоштовний сайт                                                      |
| 2017 | XBIZ Award            | Номінація | Порносайт року — фан-сайт                                                        |
| 2018 | AltPorn Award         | Номінація | Найкращий безкоштовний сайт                                                      |
| 2018 | XBIZ Award            | Номінація | Фан-сайт року                                                                    |
| 2019 | AltPorn Award         | Перемога  | Найкращий безкоштовний сайт                                                      |
| 2019 | Cybersocket Web Award | Перемога  | Найкращий блог або сайт з порнооглядами (за розділ із гомосексуальною тематикою) |
| 2019 | XBIZ Award            | Номінація | Фан-сайт року                                                                    |
| 2020 | AltPorn Award         | Номінація | Найкращий безкоштовний сайт                                                      |
| 2021 | AltPorn Award         | Номінація | Найкращий безкоштовний сайт                                                      |